# Dunbeholden Football Club
Maillots
Le Dunbeholden Football Club est un club jamaïcain de football basé dans la commune du même nom et temporairement délocalisé à Spanish Town, pour cause de non-homologation de son propre stade.